# アームストロング・シドレー モングース

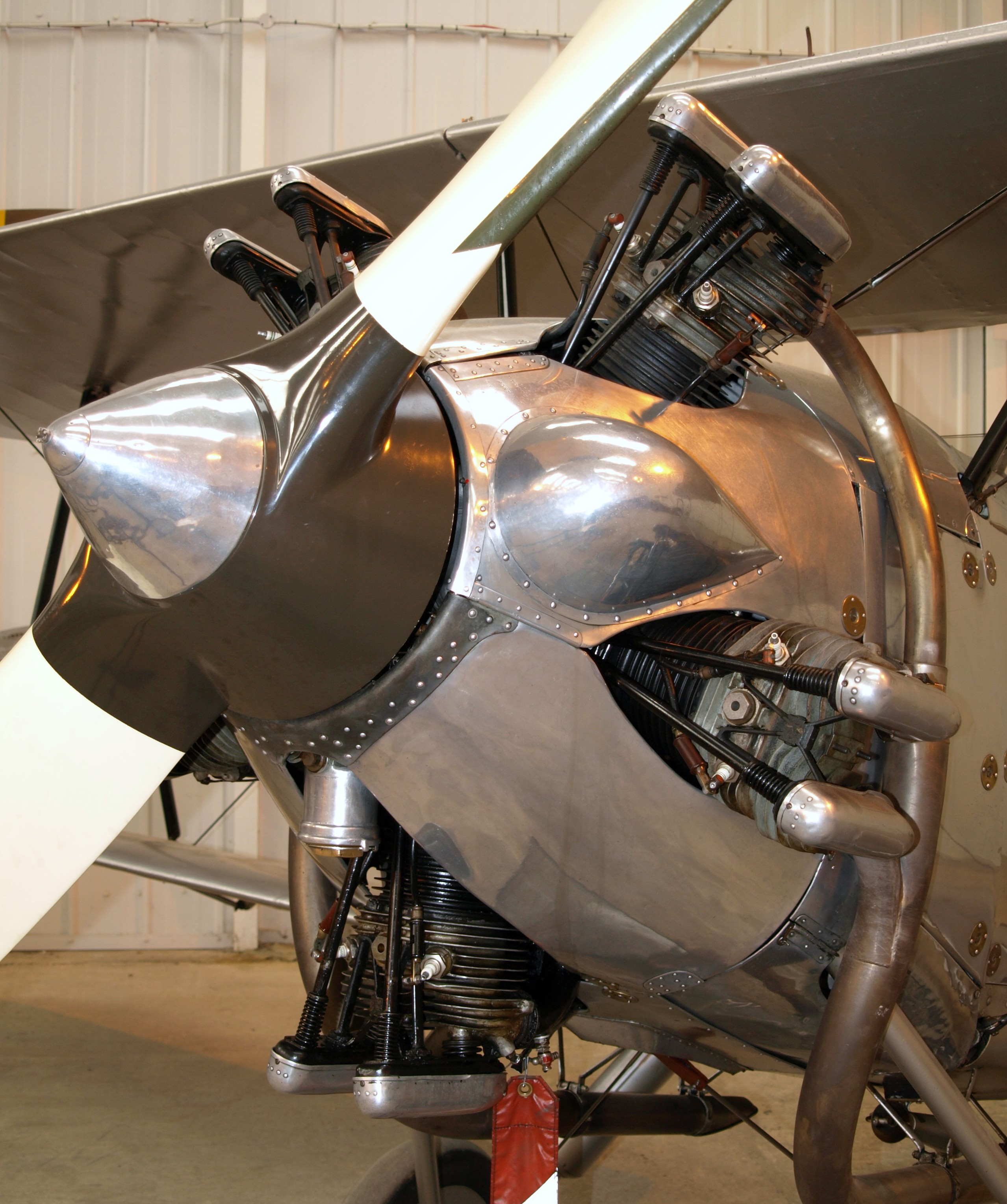
ホーカー トムティットに搭載されているモングース

アームストロング・シドレー モングース（英語: Armstrong Siddeley Mongoose 、又はアームストロング・シドレー マングース）は、第二次世界大戦前にアームストロング・シドレーが開発・製造した航空機用空冷星型エンジンでバルブ駆動方式はOHV。

## 概要
空冷星型5気筒の小型機用エンジンで1926年に完成し、アブロ 504N、ホーカー トムティット、パーナル ペト等に搭載された。日本では三菱内燃機製造がライセンス生産権を購入、モングース式一三〇馬力発動機として1927年（昭和2年）より生産している。

## 派生型
モングース I
1926年、135 hp.
モングース II
1930年、155 hp.
モングース III
1929年
モングース IIIA
1929年、民間機用
モングース IIIC
1929年、IIIAをベースとした軍用機用.

## 諸元
※使用単位についてはWikipedia:ウィキプロジェクト 航空/物理単位も参照
モングース I
- 形式： 空冷星型5気筒
- 筒径×行程： 127 mm×139.7 mm
- 排気量： 8.9 L
- 圧縮比： 5.1
- 出力： 138 hp / 1,750 rpm
- 全長：929.6 mm
- 直径：1,158 mm
- 乾燥重量：154 kg
- 燃料供給方式： 気化器式

## 搭載機
- アブロ 504N、R
- アブロ チューター
- アブロ 621
- ハンドレページ ハムレット
- ハンドレページ Gugnunc
- ホーカー トムティット
- パーナル ペト
- 三式陸上初歩練習機
- 九一式水上偵察機